# Pampa de las Llamas-Moxeke

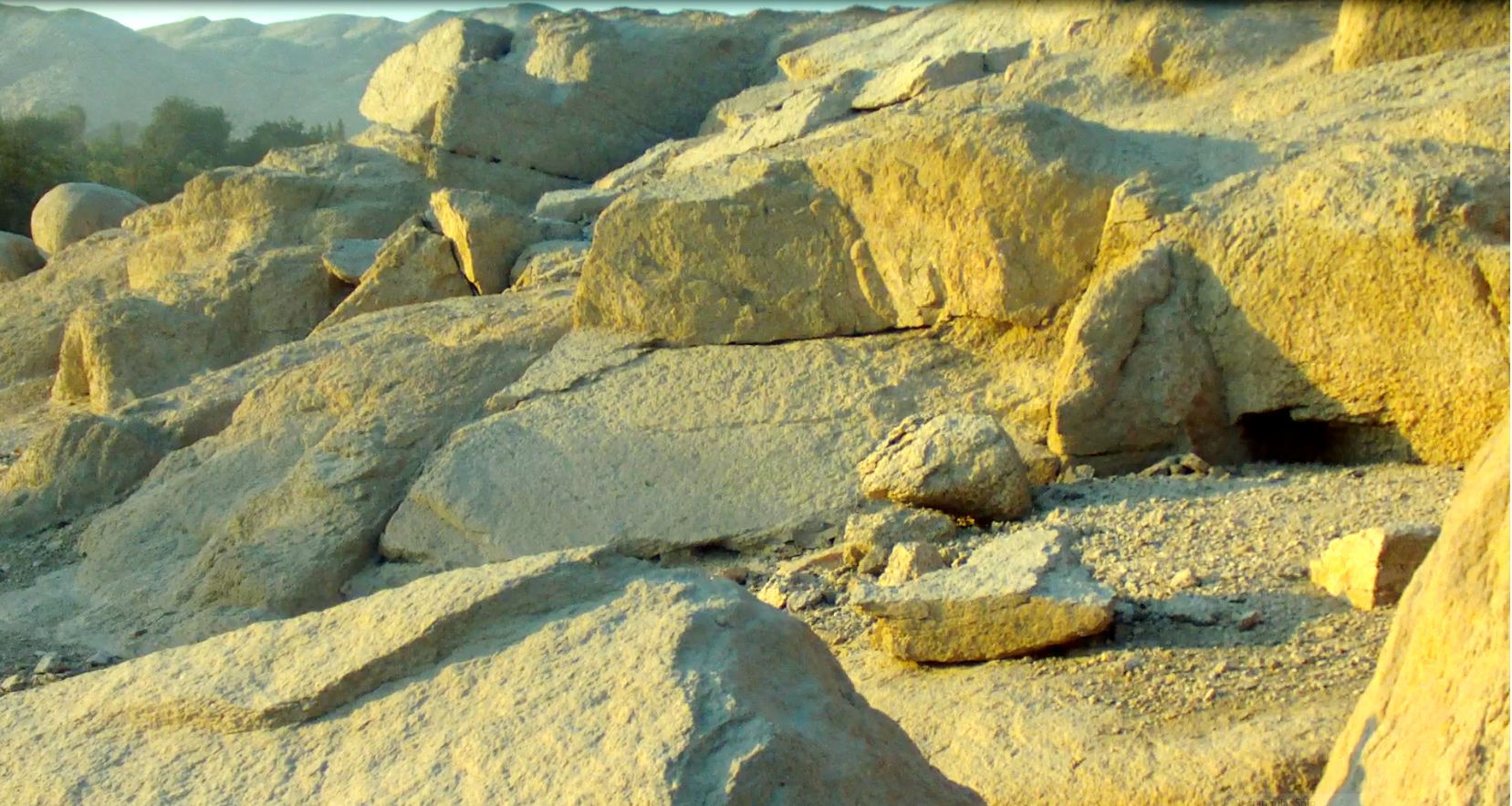
Mojeque

Pampa de las Llamas-Moxeke o Mojeque es un enorme complejo arqueológico situado en el valle del Casma, en el departamento de Áncash, Perú. Está conformado básicamente por dos monumentos de forma piramidal: Moxeque y Huaca A (o Huaca de las Llamas). Pertenece al periodo Formativo, llamado también Inicial o Transicional, con una antigüedad aproximada de 1800 a 900 a. C.

## Estudios
Moxeke fue visitado en la década de 1880 por el sabio alemán Ernst W. Middendorf, el mismo que también reconoció por entonces las ruinas de Chavín de Huántar. Años después, en 1937, el arqueólogo peruano Julio C. Tello trabajó en Moxeke, siendo su discípulo Toribio Mejía Xesspe quien descubrió grandes figuras policromadas, que es lo más llamativo del complejo. Tello describió con mucho detalle esta huaca y lo incluyó en su lista de expresiones emparentadas con la cultura Chavín. Como por entonces la influencia de Tello en la arqueología peruana pesaba mucho, sus planteamientos estuvieron vigentes por varios años.
Los arqueólogos estadounidenses Thomas y Shelia Pozorski estudiaron el lugar en la década de 1980 e hicieron aportes fundamentales. Ubicaron la construcción en el periodo que llamaron  Inicial (llamado también Formativo), de 1800 a. C. a 900 a. C. (es decir, antes de Chavín de Huántar), época importante para el desarrollo de la cultura andina, pues fue cuando apareció la cerámica, el tejido como industria y el riego por canales a gran escala. Asimismo, los estudios de los Pozorski llevaron a que Moxeke fuera considerado como parte del complejo vecino de Pampa de las Llamas.
En cuanto a la Huaca A, del complejo Pampa de las Llamas, fue considerada por Tello como posterior a Chavín de Huántar, hasta que Rosa Fung Pineda, en los años 1970, señaló que la ocupación principal del sitio pertenecía al Período Inicial, o sea antes de Chavín de Huántar. Fue excavada en 1980 por los Pozorski, quienes calcularon su antigüedad en 1400 a. C.

## Descripción
Este complejo, armonioso y de grandes proporciones, lo conforman básicamente dos monumentos de forma piramidal: Moxeque y Huaca A. En torno a ellos se alzaban diversas construcciones: edificios administrativos, conjuntos de residencias y pequeñas construcciones domésticas.

### Moxeke
La principal construcción de Moxeke es una pirámide escalonada de por lo menos seis plataformas. Tiene unos 30 m de alto, con planta casi cuadrangular de unos 160 por 170 m. Fue construida a base de una combinación de adobes cónicos y piedra de escalas megalíticas.
Pero lo más destacable de Moxeke lo constituyen sus esculturas modeladas en barro y de vivos colores (rojo, azul, blanco, negro y verde), halladas en la tercera plataforma de la estructura. Son cuatro bustos y dos caras que están emplazadas en hornacinas. Las dos cabezas son de proporciones menores, si se los comparan con los bustos, que debieron medir unos tres metros de alto. En uno de los rostros destacan las largas bandas que salen de los ojos entreabiertos hacia las mejillas, lo que se ha denominado “lacrimones”, rasgo simbólico que también se halla en Cerro Sechín y en las posteriores iconografías de Tiahuanaco, Nazca y Lambayeque. En los espacios que separan una hornacina de la otra van intercalados motivos biomorfos labrados y pintados, pero de los que se conservan solo la parte inferior.

### Huaca A o Huaca de las Llamas
En el sector de la Pampa de las Llamas la estructura principal es la llamada Huaca A, que alcanza 12 m de alto y por sus lados 135 m por 120 m. Es de proporciones menores a la de Moxeke, del que está separado por una gran explanada. Sin embargo, si se toma en cuenta el desnivel de la quebrada sobre la que están construidos ambos monumentos, se nota que en realidad sus cimas están a la misma altura.
La Huaca A está constituida principalmente por piedras sin trabajar, afianzadas con mortero de arcilla; sólo ocasionalmente fueron utilizados adobes cónicos. En su cima se desarrolla un conjunto numeroso de habitaciones en forma de un emparrillado, que dividen el interior de la huaca en cuatro partes simétricas, con el acceso principal desde el norte  y otro al sur.
La Huaca está flanqueada por numerosos recintos, de tamaño modesto y variado, que se cree que eran depósitos y viviendas.
Los Pozorski desenterraron materiales diversos: fragmentos de cerámica, trozos de esculturas, vasijas de piedra decoradas en relieve, restos de tejidos entrelazados y otros hechos con telar, además de vestigios de plantas alimenticias como calabazas (Cucurbita maxima), lúcuma (Pouteria lucuma), papas (Solanum tuberosum), camote (Ipomoea batatas), achira (Canna edulis), yuca (Manihot esculenta), y, en menor proporción, canavalia o «pallar de gentil». Esto llevó a conjeturar a los arqueólogos que la Huaca A era el almacén o depósito central de lo que producían los habitantes, y administrado por la clase dirigente. Sin embargo, al igual que en otros sitios cercanos a la costa, la alimentación se basaba principalmente en los productos de la pesca.

## Importancia
Este complejo, que tiene todas las características de una ciudad planificada, fue indudablemente un centro administrativo-ceremonial del Período Formativo o Inicial, época importante para el desarrollo de la cultura andina, pues fue cuando apareció la cerámica, el tejido como industria y el riego por canales a gran escala. Contra lo que creía Tello, es anterior a Chavín de Huántar.
Después de un milenio de vigencia, este complejo fue abandonado debido probablemente a una invasión de gente foránea, en un contexto de luchas intestinas que debieron darse en el valle de Casma.